# Elección presidencial de Chile de 1920
La elección presidencial de Chile de 1920, en el que venció el candidato Arturo Alessandri Palma, fue la última elección en Chile bajo el sistema de electores, y representó un punto de inflexión en la historia de Chile, al marcar el fin del Chile oligárquico y decimonónico, y el inicio de uno moderno y gobernado por las clases medias.

## Candidatos

### Definición dentro de la Alianza Liberal
Tras las elecciones parlamentarias de 1918, que dieron un sonado triunfo a la Alianza Liberal (que incluía a los partidos Liberal, Radical y Demócrata), el Partido Liberal empezó a pensar en el sillón presidencial. Si bien el partido más grande era el radical, su fuerte posición anticlerical le impedía llevar un candidato con posibilidades reales.
Dentro del Partido Liberal existían dos líderes con fuerza, que representaban los movimientos de cambio y a la clase media: Eliodoro Yáñez y Arturo Alessandri Palma. Ambos compitieron internamente, saboteándose entre sí por medio de ministerios o la censura de estos, alianzas y desuniones con facciones políticas.
El 25 de abril de 1920 se realizó la convención para definir al candidato presidencial, venciendo Alessandri en la segunda votación, con 801 votos contra 261 de Yáñez. Su victoria se debía en gran parte al apoyo radical y demócrata que consiguió, a pesar de la oposición de ciertos miembros del partido Radical, como Enrique Mac Iver, que lo calificaba de el italiano más farsante que haya conocido,
Al ganar Alessandri da un discurso ante la Convención de la Alianza Liberal. Primero agradece su designación:

Me habéis discernido el más alto honor que puede alcanzar un ciudadano en una República democrática, honor que es todavía más excelso ante los escasos méritos que justifiquen la extraordinaria benevolencia que para conmigo habéis gastado en esta solemne ocasión.

Aprecio en toda su magnitud la responsabilidad que envuelve esta distinción; la he pesado conscientemente y comprendo que descansa sobre mis hombros, en estos instantes, la suerte entera del liberalismo chileno; pero, es tanta, es tan inquebrantable la fe que me inspira la justicia de nuestra causa, que no vacilo en augurar para ella una victoria cierta y segura; el sentimiento liberal del país no puede ser vencido y no se dejará vencer jamás. Sin temor de equivocarme, conociendo como conozco el país de un extremo a otro, puedo afirmaros que no emprendemos en estos momentos una lucha sino que empezamos un paseo triunfal, y oigo que el toque de victoria resuena ya de un extremo a otro de la República.

También afirma la necesidad de que haya una intervención activa del Estado en la economía, para satisfacer las demandas de los trabajadores que por ese momento poseen condiciones de vida y de trabajo miserables (la denominada "cuestión social"):

Esta situación desastrosa va, además, cavando poco a poco un abismo de enconos y de rencores entre el capitalista y el obrero, factores ambos del progreso nacional, socios comunes en la vida económica de los pueblos, cuyo crecimiento y prosperidad está precisamente basado en la armonía que debe presidir las relaciones de aquellos dos grandes factores obligados de toda prosperidad y de toda grandeza.

La impotencia del Gobierno ante tal situación, es profundamente desastrosa para los altos y sagrados intereses sociales. Un Gobierno en tal situación debe tener normas preestablecidas para conjurar el peligro, y no es posible que, desarmado e inerte, asista como un testigo impotente ante el desorden y la desorganización que importa la prolongación de tal estado de cosas.

De ahí se abordan la concentración de dicha intervención estatal en puntos concretos:

Debe exigirse para él habitaciones higiénicas, cómodas y baratas que resguarden su salud y que tengan el atractivo necesario para alejarlo de la taberna y para generar en su espíritu los sentimientos de hogar y de familia. Hay que velar porque su trabajo sea remunerado en forma que satisfaga las necesidades mínimas de su vida y las de su familia: no sólo las de su vida física sino las de su perfeccionamiento moral y de su honesta recreación. Hay que protegerlos en los accidentes, en las enfermedades y en la vejez. La sociedad no puede ni debe abandonar a la miseria y al infortunio a quienes entregaron los esfuerzos de su vida entera a su servicio y progreso.

Las mujeres y los niños reclaman también la protección eficaz y constante de los poderes públicos que, cual padres afectuosos y vigilantes, deben defender a tan importante porción de sus vitales energías económicas. Quienes no quieren prestar atención a estos problemas de la vida moderna, movidos por nobles y generosos impulsos del corazón, deben afrontarlos siquiera por la razones, algo más egoístas pero igualmente evidentes, de conveniencia económica y conservación social.

En el mecanismo de nuestra organización administrativa falta el órgano adecuado para atender, desarrollar y fiscalizar todas las cuestiones relativas a los problemas económico-sociales. Ese órgano es el Ministerio del Trabajo y de la Previsión Social, que debe crearse, que reclama la opinión, y el cual vengo pidiendo desde hace tiempo con resolución inquebrantable.

También se considera la importancia de mejorar la condición social de la mujer, siendo parte de las reivindicaciones feministas de la época:

La condición legal de la mujer en Chile permanece aún aprisionada en moldes estrechos que la humillan, que la deprimen y que no cuadran con las aspiraciones y exigencias de la civilización moderna. Carece ella de toda iniciativa, de toda libertad y vegeta reducida al capricho de la voluntad soberana del marido en forma injusta e inconveniente. Todas las legislaciones actuales reconocen, todos los pensadores del siglo reclaman para la mujer la elevada posición de su nivel moral, legal e intelectual, en la forma que corresponde a aquella parte tan noble y respetable de la sociedad, que tan alta e importante participación tiene en el desarrollo de la vida moderna. Nuestra legislación no puede continuar siendo a este respecto una excepción dolorosa en el concierto armónico del mundo civilizado.

#### Primera votación de la convención de la Alianza Liberal
Candidatos a definición en la segunda votación.
|  | 34,32 % |

|  | 8,60 % |

|  | 3,54 % |

|  | 23,36 % |

|  | 2,87 % |

|  | 24,79 % |

|  | 2,53 % |

#### Segunda votación de la convención de la Alianza Liberal
|  | 65,66 % |

|  | 21,39 % |

|  | 8,85 % |

|  | 4,1 % |

### Definición dentro de la Unión Nacional
La Unión Nacional (integrado por una facción del liberalismo, el Partido Nacional, el Partido Liberal Democrático y el Partido Nacionalista) se debatía entre quienes deseaban acercarse a los conservadores y quienes deseaban alejarse de ellos. Las principales candidaturas eran las de Luis Barros Borgoño, Enrique Zañartu e Ismael Tocornal.
Tras realizar una convención el 2 de mayo, se llegó al acuerdo tras tres días de negociaciones para definir el 4 de mayo como candidato a Luis Barros Borgoño. En la convención participaron 647 delegados del Partido Liberal, 534 del Partido Liberal Democrático, 356 del Partido Nacional, 84 del Partido Nacionalista y 57 independientes. Los resultados de las votaciones ocurridas durante la convención de la Unión Nacional fueron los siguientes:

#### Votaciones del 2 de mayo
Primera votación
|  | 18,82 % |

|  | 17,26 % |

|  | 27,83 % |

|  | 6,69 % |

|  | 13,76 % |

|  | 21,87 % |

|  | 1,19 % |

|  | 0,29 % |

|  | 5,35 % |

|  | 0,67 % |

|  | 0,44 % |

|  | 0,22 % |

|  | 0,52 % |

|  | 0,81 % |

Segunda votación
|  | 31,52 % |

|  | 21,86 % |

|  | 20,09 % |

|  | 16,71 % |

|  | 5,64 % |

|  | 1,76 % |

|  | 1,20 % |

|  | 1,20 % |

Días después, el 13 de mayo el Partido Conservador se plegó a la candidatura (con ciertos recelos, pues Barros Borgoño era el sobrino del librepensador Diego Barros Arana), pues no podía llevar un candidato propio con opciones de ganar. Así, la Unión Liberal se transformó en la Unión Nacional, para hacer frente a la Alianza.

### Candidatura de Luis Emilio Recabarren
Si bien el Partido Obrero Socialista (futuro Partido Comunista) veía a la elección presidencial como una lucha interna entre facciones oligárquicas, el llamado de Alessandri a los sectores populares causó malestar entre dirigentes del partido, que veían como Alessandri impulsaba una «falsa lucha social», por lo que el 15 de mayo aprobaron llevar un candidato. Tras una reunión en Antofagasta el 1 y 2 de junio, se proclamó al fundador del partido Luis Emilio Recabarren como candidato al sillón presidencial.

## Campaña
Los programas de los dos candidatos principales (Recabarren no tenía ninguna posibilidad de ser electo) tenían mucho en común: ambos priorizaban el cambio y soluciones a la «cuestión social». Sus postulados en educación, economía y terreno social no tenían mayores diferencias.
Las diferencias radicaban en el tono de sus candidatos y sus campañas. Alessandri era fervoroso y atacaba con vigor y retórica a la oligarquía. Sus vigas centrales fueron los afanes democráticos, renovadores y reformistas, mostrando a Borgoño como el adalid de la reacción.
Su campaña incluyó muchos mítines con el pueblo, especialmente con la clase media, y grandes discursos pronunciados desde balcones. Frente a esto, su contendor se focalizó en mostrarse como un candidato de la seriedad y la moderación, acusando a Alessandri de «maximalista» y de propagar el «odio de clases».
La siguiente cita ilustra el tono de la retórica que mantenía Alessandri:

Ha sido costumbre oír a los que han tenido la satisfacción de alcanzar que ahora vosotros me discernís, que "no son una amenaza para nadie". Mi lema es otro: Quiero ser amenaza para los espíritus reaccionarios, para los que resisten toda reforma justa y necesaria: esos son los propagandistas del desconcierto y del trastorno.

Yo quiero ser amenaza para los que se alzan contra los principios de justicia y de derecho; quiero ser amenaza para todos aquellos que permanecen ciegos, sordos y mudos ante las evoluciones del momento histórico presente, sin apreciar las exigencias actuales para la grandeza de este país; quiero ser una amenaza para los que no saben amarlo y son capaces de hacer ningún sacrificio por servirlo.

Seré, finalmente, una amenaza para todos aquellos que no comprenden el verdadero amor patrio y que, en vez de predicar soluciones de armonía y de paz, van provocando divisiones y sembrando odios, olvidándose de que el odio es estéril y que sólo el amor es fuente de vida, simiente fecunda que hace la prosperidad de los pueblos y la grandeza de las naciones.

## Resultados

### Elección popular
La elección se llevó a cabo el 25 de junio en un ambiente político tenso y violento, en el que las denuncias sociales, el devenir político de la primacía del Congreso por sobre el Ejecutivo y la relación Iglesia-Estado estaban en juego; tal como lo declara Monseñor Gilberto Fuenzalida, obispo de Concepción:
“Se acercan ya las elecciones legislativas y con ellas llega también el momento en que todos los católicos chilenos se ven obligados a cumplir con graves y sagrados deberes.
Estos deberes son tantos más urgentes e ineludibles en la hora actual, cuánto de su cumplimiento o inobservancia depende ciertamente el porvenir venturoso o desgraciado de la Iglesia y de la Patria.”
La Unión cometió numerosos fraudes electorales, mientras que la Alianza y sus «ligas contra el cohecho» usaban la fuerza para impedir que voten adherentes de la Unión Nacional. Hay que destacar que un porcentaje considerable de los ciudadanos inscritos en los registros no tenía ninguna conciencia política; se inscribían a instancias de los agentes electorales, atraídos por los posibles beneficios que les ofrecían, por lo que estas prácticas de competencia política y fraude electoral eran conductas normales para la época. El resultado fue muy estrecho, siendo publicado el 26 de julio. Alessandri venció en electores por una diferencia ínfima, con 179 votos contra los 175 sufragios de Barros Borgoño. Sin embargo, perdió en número de votantes: 82 023 contra 83 100 de la Unión. Esto se explica por el sistema de voto acumulativo, que le entregaba al ciudadano un número de votos igual al número de electores residentes en el distrito. Así, por su fuerte apoyo en áreas de concentración urbana, Alessandri triunfo con 889 810 sufragios contra 819 892 de Barros. El Partido Obrero Socialista sólo consiguió que 681 votaran por Recabarren, sin elegir a ningún elector.

#### Nacional
|  | 49,48 % |

|  | 50,56 % |

|  | 50,1 % |

|  | 49,44 % |

|  | 0,41 % |

|  | 0 % |

#### Por provincia
| Candidato                       | Candidato      | Tarapacá  | Tarapacá  | Tarapacá | Tarapacá | Antofagasta | Antofagasta | Antofagasta | Antofagasta | Atacama    | Atacama    | Atacama    | Atacama    | Coquimbo  | Coquimbo  | Coquimbo | Coquimbo | Aconcagua | Aconcagua | Aconcagua | Aconcagua | Valparaíso | Valparaíso | Valparaíso | Valparaíso |
| Candidato                       | Candidato      | Electores | Electores | Votos    | Votos    | Electores   | Electores   | Votos       | Votos       | Electores  | Electores  | Votos      | Votos      | Electores | Electores | Votos    | Votos    | Electores | Electores | Votos     | Votos     | Electores  | Electores  | Votos      | Votos      |
| ------------------------------- | -------------- | --------- | --------- | -------- | -------- | ----------- | ----------- | ----------- | ----------- | ---------- | ---------- | ---------- | ---------- | --------- | --------- | -------- | -------- | --------- | --------- | --------- | --------- | ---------- | ---------- | ---------- | ---------- |
|                                 | Alessandri     | 10        | 83,33 %   | 3260     | 75,31 %  | 12          | 100 %       | 3792        | 68,53 %     | 7          | 36,84 %    | 1412       | 63,18 %    | 10        | 47,62 %   | 3411     | 45,74 %  | 6         | 40 %      | 3112      | 44,69 %   | 13         | 43,33 %    | 5627       | 40,1 %     |
|                                 | Barros Borgoño | 2         | 16,67 %   | 915      | 21,14 %  | 0           | 0 %         | 1214        | 21,94 %     | 12         | 63,16 %    | 823        | 36,82 %    | 11        | 52,38 %   | 4047     | 54,26 %  | 9         | 60 %      | 3852      | 55,31 %   | 17         | 56,67 %    | 8404       | 59,90 %    |
|                                 | Recabarren     | 0         | 0 %       | 154      | 3,55 %   | 0           | 0 %         | 527         | 9,52 %      | 0          | 0 %        | 0          | 0 %        | 0         | 0 %       | 0        | 0 %      | 0         | 0 %       | 0         | 0 %       | 0          | 0 %        | 0          | 0 %        |
| Votos válidos                   | Votos válidos  | 12        | 100 %     | 4329     | 100 %    | 12          | 100 %       | 5533        | 100 %       | 19         | 100 %      | 2235       | 100 %      | 21        | 100 %     | 7458     | 100 %    | 15        | 100 %     | 6964      | 100 %     | 30         | 100 %      | 14 031     | 100 %      |
| Candidato                       | Candidato      | Santiago  | Santiago  | Santiago | Santiago | Cachapoal   | Cachapoal   | Cachapoal   | Cachapoal   | Colchagua  | Colchagua  | Colchagua  | Colchagua  | Curicó    | Curicó    | Curicó   | Curicó   | Talca     | Talca     | Talca     | Talca     | Linares    | Linares    | Linares    | Linares    |
| Candidato                       | Candidato      | Electores | Electores | Votos    | Votos    | Electores   | Electores   | Votos       | Votos       | Electores  | Electores  | Votos      | Votos      | Electores | Electores | Votos    | Votos    | Electores | Electores | Votos     | Votos     | Electores  | Electores  | Votos      | Votos      |
|                                 | Alessandri     | 22        | 43,14 %   | 13 990   | 50,34 %  | 2           | 25,00 %     | 2158        | 43,17 %     | 4          | 22,22 %    | 1375       | 20,02 %    | 3         | 25,00 %   | 1352     | 25,4 %   | 8         | 53,33 %   | 3910      | 48,84 %   | 4          | 33,33 %    | 3092       | 43,37 %    |
|                                 | Barros Borgoño | 29        | 56,86 %   | 13 800   | 49,66 %  | 6           | 75 %        | 2841        | 56,83 %     | 14         | 77,78 %    | 5493       | 79,98 %    | 9         | 75 %      | 3970     | 74,6 %   | 7         | 46,67 %   | 4096      | 51,16 %   | 8          | 66,67 %    | 4038       | 56,63 %    |
|                                 | Recabarren     | 0         | 0,00 %    | 0        | 0 %      | 0           | 0,00 %      | 0           | 0 %         | 0          | 0,00 %     | 0          | 0 %        | 0         | 0,00 %    | 0        | 0 %      | 0         | 0,00 %    | 0         | 0 %       | 0          | 0,00 %     | 0          | 0 %        |
| Votos válidos                   | Votos válidos  | 51        | 100 %     | 27 790   | 100 %    | 8           | 100 %       | 4999        | 100 %       | 18         | 100 %      | 6868       | 100 %      | 12        | 100 %     | 5322     | 100 %    | 15        | 100 %     | 8006      | 100 %     | 12         | 100 %      | 7130       | 100 %      |
| Candidato                       | Candidato      | Maule     | Maule     | Maule    | Maule    | Ñuble       | Ñuble       | Ñuble       | Ñuble       | Concepción | Concepción | Concepción | Concepción | Biobío    | Biobío    | Biobío   | Biobío   | Arauco    | Arauco    | Arauco    | Arauco    | Malleco    | Malleco    | Malleco    | Malleco    |
| Candidato                       | Candidato      | Electores | Electores | Votos    | Votos    | Electores   | Electores   | Votos       | Votos       | Electores  | Electores  | Votos      | Votos      | Electores | Electores | Votos    | Votos    | Electores | Electores | Votos     | Votos     | Electores  | Electores  | Votos      | Votos      |
|                                 | Alessandri     | 6         | 40 %      | 2790     | 42,07 %  | 8           | 44,44 %     | 4282        | 46,77 %     | 14         | 58,33 %    | 5626       | 64,06 %    | 7         | 58,33 %   | 4286     | 57,45 %  | 7         | 77,78 %   | 1240      | 78,38 %   | 7          | 58,33 %    | 3718       | 48,17 %    |
|                                 | Barros Borgoño | 9         | 60 %      | 3842     | 57,93 %  | 10          | 55,56 %     | 4874        | 53,23 %     | 10         | 41,67 %    | 3157       | 35,94 %    | 5         | 41,67 %   | 3174     | 42,55 %  | 2         | 22,22 %   | 342       | 21,62 %   | 5          | 41,67 %    | 4000       | 51,83 %    |
|                                 | Recabarren     | 0         | 0 %       | 0        | 0 %      | 0           | 0 %         | 0           | 0 %         | 0          | 0 %        | 0          | 0 %        | 0         | 0 %       | 0        | 0 %      | 0         | 0 %       | 0         | 0 %       | 0          | 0 %        | 0          | 0 %        |
| Votos válidos                   | Votos válidos  | 15        | 100 %     | 6632     | 100 %    | 18          | 100 %       | 9156        | 100 %       | 21         | 100 %      | 8783       | 100 %      | 12        | 100 %     | 7460     | 100 %    | 9         | 100 %     | 1582      | 100 %     | 12         | 100 %      | 7718       | 100 %      |
| Candidato                       | Candidato      | Cautín    | Cautín    | Cautín   | Cautín   | Valdivia    | Valdivia    | Valdivia    | Valdivia    | Llanquihue | Llanquihue | Llanquihue | Llanquihue | Chiloé    | Chiloé    | Chiloé   | Chiloé   |           |           |           |           |            |            |            |            |
| Candidato                       | Candidato      | Electores | Electores | Votos    | Votos    | Electores   | Electores   | Votos       | Votos       | Electores  | Electores  | Votos      | Votos      | Electores | Electores | Votos    | Votos    |           |           |           |           |            |            |            |            |
|                                 | Alessandri     | 9         | 75 %      | 3803     | 64,46 %  | 8           | 66,67 %     | 5530        | 60,96 %     | 7          | 58,33 %    | 3357       | 51,07 %    | 5         | 41,67 %   | 862      | 38,79 %  |           |           |           |           |            |            |            |            |
|                                 | Barros Borgoño | 3         | 25 %      | 2097     | 35,54 %  | 4           | 33,33 %     | 3541        | 39,04 %     | 5          | 41,67 %    | 3216       | 48,93 %    | 7         | 58,33 %   | 1360     | 61,21 %  |           |           |           |           |            |            |            |            |
|                                 | Recabarren     | 0         | 0 %       | 0        | 0 %      | 0           | 0 %         | 0           | 0 %         | 0          | 0 %        | 0          | 0 %        | 0         | 0 %       | 0        | 0 %      |           |           |           |           |            |            |            |            |
| Votos válidos                   | Votos válidos  | 12        | 100 %     | 5900     | 100 %    | 12          | 100 %       | 9071        | 100 %       | 12         | 100 %      | 6573       | 100 %      | 12        | 100 %     | 2222     | 100 %    |           |           |           |           |            |            |            |            |
| Fuente: Urzúa Valenzuela, 1992. |                |           |           |          |          |             |             |             |             |            |            |            |            |           |           |          |          |           |           |           |           |            |            |            |            |

Como se mencionó anteriormente, la votación fue casi pareja y sus resultados fueron disputados. El desenlace sólo fue posible gracias a un tribunal de honor; el cual le concedió el triunfo a Alessandri. Esta elección estuvo marcada por hechos antidemocráticos característicos de la política latinoamericana como la suplantación de electores y la votación de personas fallecidas, la falsificación de escrutinios y actas, la negativa de Colegios electorales Departamentales a escrutar mesas de votación adversa a la tendencia mayoritaria del Colegio y por sobre todo el cohecho. Tras estas conductas reprochables de la política, las denuncias fueron numerosas y mutuas, por ello el Tribunal de Árbitros tuvo que evaluar cada una de las reclamaciones de los abogados litigantes, entre los que se encontraba Pedro Aguirre Cerda (quien sería presidente de la República), representante de la Alianza Liberal en la denuncia por falsificación de votos del diputado Ruiz Gamboa en la Provincia de Los Andes:
"Resumiéndolos, tal como aparecen el expediente que el Tribunal de Árbitros tiene a la vista y de lo alegado por el abogado reclamante señor Aguirre Cerda, ellos son:
1.° Que el acta indicada fue adulterada, y que dicha adulteración se hizo después de practicado el escrutinio y enviado un ejemplar de ella y el paquete que contenía los sufragios, al H. Senado; y
2.° Que esa adulteración consta de los antecedentes.”

### Tribunal de Honor
La victoria no estaba asegurada, ya que los partidarios de Alessandri y Barros Borgoño se atribuían la victoria, por lo que debía ser definida por el Congreso pleno, los numerosos reclamos electorales debían tener su clarificación por parte del Congreso, en su mayoría unionista, por lo que se temía que se inclinaran por Barros. Ante esto, Alessandri propone crear un Tribunal de Honor que defina la calificación de las elecciones.
El ambiente político estaba caldeado, aún más cuando un incidente internacional despertó más pasiones. La tensión con Bolivia aumentaba tras manifestarse disconforme con el tratado de Ancón, por lo que el gobierno envió una división de 10 000 hombres al norte. Los preparativos los dirigió el ministro de Guerra, Ladislao Errázuriz Lazcano, político unionista. Se desataron movimientos patrióticos por un lado, y por el otro una sensación de suspicacia, y en algunos de abierta aprensión por la «Guerra de don Ladislao», especialmente por la FECh, lo que culminó con el ataque a la sede de la central de estudiantes y la muerte del joven conservador Julio Covarrubias Freire durante una marcha en apoyo a Barros Borgoño, mientras que el prosecretario del momento del Partido Conservador Alberto Hurtado Cruchaga, que caminaba a dos o tres pasos de él, resultó herido de un garrotazo en la cabeza. En Santiago reinó un temor generalizado (al punto de que muchos colegios y comercios permanecieron cerrados varios días) y muchas personas pensaron que se iba a desencadenar una revolución similar a la de Rusia.
La Unión Nacional aceptó la idea de crear un Tribunal de Honor el 10 de agosto de 1920 y que este estuviera en términos parecidos a los que fueron propuestos por la Alianza Liberal. Este estuvo compuesto por Emiliano Figueroa Larraín, Ismael Tocornal, Ramón Briones, Fernando Lazcano (reemplazado tras su deceso por Abraham Ovalle), Armando Quezada, Luis Barriga y Guillermo Subercaseaux.
En medio de la expectación general, el tribunal dio su veredicto el 30 de septiembre: se dio como ganador a Alessandri con 177 electores contra 176 de Barros Borgoño.
El 6 de octubre de 1920, después de un tenso período de acusaciones públicas y agitación callejera, el candidato de la Alianza Liberal fue proclamado Presidente de la República por el Congreso pleno, con 87 votos a favor y 29 en blanco. La batalla por el sillón presidencial había culminado. Esta elección fue una de las más disputadas, violentas y significativas de todo el siglo XX.